# Alepes melanoptera
Espèce
Répartition géographique
Alepes melanoptera (nom vernaculaire Sélar aile noire) est un poisson des mers tropicales de la famille des Carangidae. On le trouve dans les eaux côtières des régions tropicales des océans Indien et Pacifique quoiqu'il soit assez rare dans l'ouest de l'océan Indien. C'est un poisson de petite taille, ne dépassant pas 25 centimètres de long facilement reconnaissable par rapport aux espèces comparables par sa grande nageoire dorsale noire. C'est un poisson carnassier qui se nourrit de petits crustacés mais qui est encore très mal connu. C'est un poisson peu commercialisé dans son genre mais qui est largement consommé en Thaïlande et au Cambodge grillé, rôti ou bouilli. Il peut être aussi séché ou salé.